# Vier sind einer zuviel
Vier sind einer zuviel ist eine deutsche Filmkomödie von Torsten C. Fischer. Der 2007 hergestellte NDR-Fernsehfilm wurde am 9. Januar 2013 erstmals im Ersten ausgestrahlt.

## Handlung
Lisa entdeckt an ihrem Hochzeitstag, dass ihr Ehemann Felix sie unglücklich macht – was auf Gegenseitigkeit beruht. Hastig zieht sie in ein schäbiges Hotel, um ihre Gedanken zu ordnen – jedoch ohne großen Erfolg. Felix vollzieht derweil in kürzester Zeit den sozialen Abstieg vom Hausmann zum Obdachlosen. Derweil landet Lisa durch Zufall in einer Wohngemeinschaft mit zwei Männern, Chris und Edgar. Abgeklärt und nur miteinander befreundet stören Lisa die gelegentlichen Damenbesuche der beiden Männer nicht. Lisa beginnt jedoch mit beiden Männern eine Beziehung. Als sie sich gerade mit dieser Ménage-à-trois einrichten wollen, wird Felix abgerissen und in Handschellen von der Polizei bei ihnen abgeliefert. Die Beteiligten müssen einsehen: Vier sind einer zuviel.

## Kritik
Für den Filmdienst war Vier sind einer zuviel eine „unangestrengt-charmante (Fernseh-)Liebeskomödie mit guten Darstellern.“
Die TV Spielfilm nannte ihn eine „TV-Liebeskomödie im gediegenen Ambiente“ und eine „Burleske“, die „zuweilen in affigen Klamauk ab[rutscht], aber größtenteils mit Esprit [unterhält]“ und schrieb: „Flotter Vierer: mitunter klamottig, öfter klasse“.